# Lights Out (Royal Blood)
Lights Out è un singolo del gruppo musicale britannico Royal Blood, pubblicato il 13 aprile 2017 come primo estratto dal secondo album in studio How Did We Get So Dark?.

## Tracce
1. Lights Out – 3:56

## Formazione
Gruppo
- Mike Kerr – basso, tastiera, voce
- Ben Thatcher – batteria, percussioni, Steinway D

Produzione
- Jolyon Thomas – produzione, ingegneria del suono
- Royal Blood – produzione
- Drew Bang – ingegneria del suono
- Paul-Edoau Laurendau – assistenza tecnica
- Rob Brinkman, Connor Panayi – assistenza tecnica
- Brian Lucey – mastering

## Classifiche
| Classifica (2017)                | Posizione massima |
| -------------------------------- | ----------------- |
| Belgio (Fiandre)                 | 56                |
| Belgio (Fiandre)                 | 93                |
| Regno Unito (rock & metal)       | 1                 |
| Stati Uniti (alternative)        | 20                |
| Stati Uniti (mainstream rock)    | 1                 |
| Stati Uniti (rock & alternative) | 28                |